# Bohumil Bílek
Bohumil Bílek (17. října 1914 Vídeň – 17. dubna 1979 Praha) byl český přírodovědec, novinář a výkonný redaktor časopisu Vesmír.

## Život
Narodil se ve Vídni, avšak celý život strávil v Praze. Začínal v Lidových novinách, kde se učil u Karla Čapka. Později psal také pro Kulturní tvorbu. Utekl před nacisty do Anglie a sloužil u sanitního oddílu Československé armády. Také pracoval jako zpravodaj českého vysílání BBC – ve slavném pořadu "Volá Londýn". Roku 1945 mu v Anglii vyšla kniha Spojenci za války. Po válce se vrátil domů, ale zůstal úplně sám. Nikdo z jeho rodiny nepřežil. Do práce se ale pustil s velkou vervou. Psal pro hospodářskou rubriku Peroutkova Dnešku, nástupního časopisu prvorepublikové Přítomnosti. Byl také parlamentním zpravodajem Práva lidu a poradcem ministryně Jankovcové.
Stal se sociálním demokratem. Protože se odmítl "sloučit", přišel o místo. Krátce působil jako tajemník u Ludvíka Aškenázyho. Psal pod značkou do novin a učil děti svých přátel angličtině. Na počátku 60. let, v době uvolnění politického klimatu nastoupil jako výkonný redaktor časopisu Vesmír. Pracoval v něm od srpna 1963 do září 1968. Nadále psal do týdeníku Doba či do Lidové demokracie. Z Vesmíru musel odejít do teplárny bohušovické elektrárny. Zemřel 17. dubna 1979.